# Cerylon californicum
Cerylon californicum is een keversoort uit de familie dwerghoutkevers (Cerylonidae). De wetenschappelijke naam van de soort werd in 1890 gepubliceerd door Thomas Lincoln Casey.